# Paya (Boyacá)
Paya es un municipio colombiano ubicado en la provincia de La Libertad, en el departamento de Boyacá. Se encuentra aproximadamente a 255 km de la ciudad de Tunja al oriente, capital del departamento. Tiene bajo su jurisdicción un centro poblado: Morcote.

## Toponimia

### Origen lingüístico[4]
- Familia lingüística: Chibcha
- Lengua: Muysccubun

### Significado
Alguna información apunta a que Payá en chibcha significa “Pueblo de la esperanza”, "gente de esperanza". Paya posiblemente pertenece a la lengua general Muisca y presenta los vocablos paba-pa "padre", ya "ahora".

### Origen / Motivación
Paya era el nombre con el que los primeros habitantes identificaron el territorio habitado y que fue descubierto a la llegada de los conquistadores españoles.

### Nombres históricos
- San Miguel de Paya (siglo XVII)

## Historia
El 14 de septiembre de 1600, los padres Jesuitas fundaron el poblado en territorio habitado por indígenas de la familia de los muiscas. En 1625, el arzobispo de Santa Fe, don Hernando Arias de Ugarte, envió a los padres misioneros Diego de Acuña y José Dadey para que evangelizaran el territorio de Támara y sus anexos, Paya y Pisba; para entonces, sumando Támara, Pisba y Paya, existían 1304 indígenas.
Por ser vía de comunicación obligada entre el centro del país y los Llanos Orientales, los españoles construyeron un pequeño fortín en esta localidad desde 1782, el cual durante la Campaña Libertadora de Nueva Granada, el 27 de junio de 1819, fue tomado por las fuerzas rebeldes en la Batalla de Paya o de las Termópilas de Paya, logrando con ello la primera victoria de las tropas granadinas, como preámbulo a la decisiva batalla del Pantano de Vargas.

## Geografía
El área urbana tiene forma ortogonal, lo cual es característico de los poblados de la época virreinal, con baja densidad de construcciones, con grandes espacios en la parte frontal y posterior; en total son 15 manzanas, algunas de ellas parciales; no cuentan con nomenclatura.

### Límites municipales
Paya está delimitada por Casanare al oriente y sur y el resto, por los siguientes municipios
| Noroeste: Pisba          | Norte: Pisba                         | Nordeste: Támara ( Casanare) |
| Oeste: Labranzagrande    |                                      | Este: Nunchía ( Casanare)    |
| Suroeste: Labranzagrande | Sur: Yopal ( Casanare) (Río Tocaria) | Sureste: Nunchía ( Casanare) |

## Demografía
Según el censo nacional del DANE de 2005, la población presenta la siguiente distribución:
- Cabecera municipal: 1489

Hombres: 789
Mujeres: 700
- Zona rural: 769

Hombres: 404
Mujeres: 365
Paya presenta un alto índice de necesidades básicas insatisfechas (59,34 % según el censo de 2018), el segundo más alto del departamento y sólo superado por Cubará, encontrándose muy por debajo de la media departamental, por lo que uno de los mayores desafíos de la administración municipal y estatal es el de mejorar los indicadores sociales, enfatizando en los siguientes aspectos: vivienda digna, hacinamiento crítico, acceso a los servicios públicos domiciliarios y programas para la población en edad escolar.
La oferta de servicios de salud es limitada al igual que los otros municipios de la provincia de La Libertad.
El consumo de alcohol supera el 80% de la población, no cuenta con casos de consumo de estuperfacientes registrados[cita requerida]. En cuanto a seguridad ciudadana, el conflicto armado cesó en 2004 y cuenta con cuerpo policial permanente, aunque en Morcote se encuentra sólo esporádicamente.

## Educación
La comunidad presenta las siguientes características: del 100% de la población en edad escolar, el 28% aparece como población sin estudio, 25% ha estudiado hasta segundo grado, el 11% hasta cuarto grado, 7% hasta quinto, el 5.5% ha alcanzado una educación superior a quinto grado y un 1% educación universitaria. Actualmente existen 17 establecimientos atendidos por 37 docentes (no se cuentan directivos ni administrativos). A finales del año 2005 se genera en el municipio la primera promoción de graduados de once.

## Economía
La economía se basa en la producción de materias primas con actividades principales en la ganadería, agricultura y silvicultura. La más importante de ellas es la cría de bovinos, con un segundo lugar de la producción agrícola y en tercer lugar la silvicultura. Otras actividades son incipientes y dirigidas al auto-abastecimiento de necesidades como, el comercio y los servicios públicos.
La distribución del uso del suelo aporta para la ganadería 37% y la agricultura el 16%, la cual generara aproximadamente el 60% del empleo en el municipio; un 47% del área municipal esta cubierta de bosques. De las 43 550 ha de superficie del municipio alrededor de 12 000de cuentan con pastos de tipo Brachiaria sp que mantienen la ganadería, 1927 ha están destinadas a cultivos transitorios y semipermanentes y 5660 ha sometidas a la tala para la obtención de maderas. La aproximadamente 25 000 ha restantes son zonas forestales protegidas, formaciones rocosas o baldíos.

## Política
En 2019 se destacó al estar entre los 10 municipios con menor abstencionismo electoral, quedando en el décimo lugar para la elección de alcalde con una participación del 88,46% de los potenciales sufragantes en los comicios y en el octavo lugar para la elección de gobernador departamental y concejales municipales al participar el 88,32% y el 88,12% del padrón electoral respectivamente.

## Movilidad
Cuenta con una única ruta de acceso desde el municipio de Labranzagrande, planificada desde 1992 pero recientemente ejecutada. Existen dos líneas semanales de bus que parten de la ciudad de Sogamoso los días domingos y miércoles 9 a. m. y regresan los días lunes y jueves a las 7:15 a. m. Con una distancia total de 135 km, sale de Sogamoso por la vía a Yopal hasta el sitio Vadohondo por carretera pavimentada (50 km). Posteriormente por una única carretera sin pavimentar se accede al municipio de Labranzagrande y luego a Paya luego de 85,5 km de recorrido.

## Patrimonio
Entre los principales tesoros arquitectónicos del municipio se encuentra la iglesia municipal, que data de la época colonial y se ha mantenido en su estado original. Las Termópilas constituyen una estructura en piedra a manera de fuerte, en forma de estrella. Para su construcción no se utilizó ningún tipo de adhesivo y su importancia radica en ser el escenario de la Batalla de Paya.
La capilla de Morcote conserva su estructura original del virreinato pese a haber perdido su torre como consecuencia del abandono.